# Ealdred
Ealdred (ca. 1000 - 11 september 1069) was abt van Tavistock, bisschop van Worcester en aartsbisschop van York in het Angelsaksische Engeland.
Hij was verwant aan een aantal andere geestelijken uit deze periode. Nadat hij eerst monnik in het klooster van Winchester was geweest, werd hij rond 1027 tot abt van de abdij van Tavistock verkozen. In 1046 volgde een benoeming tot bisschop van Worcester. Naast zijn bisschoppelijke taken, diende Ealdred de koning van Engeland, Eduard de Belijder, als diplomaat, maar ook als militair leider. Hij zette zich in om een van de familieleden van de koning, Eduard de banneling, uit Hongarije terug naar Engeland te laten komen om zo een  erfgenaam voor de kinderloze koning veilig te stellen.
In 1058 ondernam hij een pelgrimstocht naar Jeruzalem. Hij was de eerste Engelse bisschop die deze verre reis ondernam. Als administrateur van het bisdom Hereford was hij betrokken bij de strijd tegen de Welsh. Na twee nederlagen tegen raiders wist hij tot een overeenkomst met Gruffydd ap Llywelyn, een machthebber uit Wales, te komen.
In 1060 werd Ealdred tot aartsbisschop van York verkozen. Hij had echter moeite om pauselijke goedkeuring voor deze benoeming te verkrijgen. Hij kreeg deze toepassing pas nadat hij had beloofd de bisdommen van York en Worcester niet tegelijkertijd aan te houden. Hij wist de verkiezing van Wulfstan tot zijn opvolger in Worcester te bewerkstelligen. Tijdens zijn aartsepiscopaat bouwde en verfraaide hij kerken in zijn bisdom. Ook werkte hij er aan de geestelijkheid te reguleren door het houden van een synode, waarin regels ten aanzien van het priesterschap werden gepubliceerd.
Sommige bronnen melden dat het na de dood van Eduard de belijder in 1066 Ealdred was, die Harold Godwinson tot koning van Engeland kroonde. Ealdred ondersteunde Harold als koning, maar toen Harold in de slag bij Hastings werd verslagen, steunde Ealdred Edgar de banneling. Toen dit op niets uitliep sprak hij zijn steun uit voor Willem de Veroveraar, de hertog van Normandië en een verre verwant van Eduard de belijder. Ealdred kroonde Willem op eerste kerstdag van het jaar 1066 tot koning van Engeland. Eigenlijk zou Stigand, de aartsbisschop van Canterbury, dit moeten doen, maar deze bisschop was vanwege een conflict met de paus geëxcommuniceerd en kon daardoor geen kroningen leiden.
Willem vertrouwde Ealdred en de andere Engelse leiders echter nooit helemaal of misschien wel helemaal niet. Ealdred werd gedwongen om Willem in 1067 te vergezellen op een reis naar Normandië. Tegen de tijd van dood in 1069 was hij echter terug in York. Ealdred ondersteunde de bouw van kerken en kloosters in zijn bisdommen door gelden beschikbaar te stellen en bouwprojecten te initiëren. 

## Afkomst en jeugd
Ealdred werd waarschijnlijk in het westen van Engeland geboren en was mogelijk een familielid van Lyfing, zijn voorganger als bisschop van Worcester. zijn familie was uit Devonshire afkomstig en zat goed bij kas. Een ander familielid was Wilstan of Wulfstan, die onder invloed van Ealdred abt van Gloucester werd. Voordat hij rond 1027 abt van van de abdij van Tavistock werd, was Ealdred als monnik verbonden aan het domkapittel van de kathedraal van Winchester. Hij zou zestien jaar abt van de abdij van Tavistock blijven. Zelfs toen hij de abdij in 1043 verliet, hield hij er tot zijn dood twee bezittingen aan. Tijdens zijn ambtstermijn als abt, steunde hij de abdij met geschenken. De middeleeuwse kroniekschrijver Willem van Malmesbury meldt dat deze prachtig en veelvuldig waren. Er zijn geen contemporaine documenten betreffende Ealdreds tijd als abt van Tavistock bewaard gebleven.
Ealdred werd in 1046 bisschop van Worcester, een functie die hij tot zijn ontslagname in 1062 zou bekleden. Hij kan al als suffragaanbisschop, of ondergeschikt bisschop, hebben gewerkt, toen zijn voorganger Lyfing nog leefde. Vanaf ongeveer 1043 ondertekende Ealdred oorkonden al als een episcopus (bisschop). Ook getuigt een oorkonde uit 1045 of begin 1046 van Sihtric als abt van Tavistock. Lyfing overleed op 26 maart 1046. Kort daarna werd Ealdred benoemd tot de nieuwe bisschop van Worcester. Ealdred werd echter geen bisschop gemaakt van Crediton en Cornwall, de andere twee bisdommen die door Lyfing werden bezet; koning Eduard de Belijder (regeerde 1043-1066) vergaf deze aan Leofric, die deze twee bisschopszetels in 1050 in Crediton combineerde.

## Bisschop en koninklijk adviseur
Ealdred was een adviseur van Koning Eduard de Belijder. Hij werd door deze koning vaak betrokken bij regeringstaken. Behalve als geestelijke, diende hij ook als militair leider. In 1046 leidde hij een mislukte expeditie tegen de Welsh. Dit was bedoeld als vergelding voor een eerdere inval onder leiding van de Welsh heersers Gruffydd ap Rhydderch, Rhys ap Rhydderch, en Gruffydd ap Llywelyn. Ealdreds expeditie werd echter door een aantal Welsh soldaten, die onder de Engelsen dienden verraden en eindigde mede daardoor in een nederlaag van Ealdred en zijn leger.
In 1050 reisde Ealdred naar Rome om daar een "klusjes voor de koning" op te knappen. Het lijkt er op dat hij pauselijke goedkeuring moest zien te verkrijgen om de zetel van het bisdom Crediton naar Exeter te verplaatsen. Mogelijk had hij ook de opdracht om vrijstelling voor de koning te verkrijgen van een eerdere koninklijke gelofte om op bedevaart te gaan. Dit wordt althans door bronnen van na de Normandische verovering van Engeland beweert. Terwijl hij in Rome was woonde hij samen met zijn Engelse collega-bisschop Herman een pauselijke raad bij.

## Na de dood van Eduard de Belijder
Jan van Worcester, een middeleeuwse kroniekschrijver, verklaarde dat Ealdred in 1066 koning Harold II heeft gekroond, hoewel de Normandische kroniekschrijvers Stigand als de dienstdoende prelaat vermelden. Gezien Ealdreds bekende steun aan de Godwin-familie, is Jan van Worcester zijn bewering waarschijnlijk correct. Stigands positie als aartsbisschop was vanuit canoniek oogpunt verdacht, en aangezien graaf Harold Stigand niet had toegestaan een van de kerken in zijn graafschap in te wijden, is het onwaarschijnlijk dat hij dan wel zou hebben toegestaan dat Stigand de veel belangrijkere koninklijke kroning zou hebben uitgevoerd. Argumenten voor de stelling dat Stigand de kroning zou hebben uitgevoerd, beroepen zich op het feit dat geen enkele andere Engelse bron de kerkelijk leider noemt die de ceremonie heeft geleid, terwijl alle Normandische bronnen Stigand als de voorganger noemen. Hoe dan ook het is duidelijk dat Ealdred en Harold bondgenoten waren en dat Ealdred Harolds poging ondersteunde om koning te worden. Mogelijk vergezelde Ealdred de nieuwe koning toen Harolds kort na zijn kroning naar York reisde om zich daar van de steun van de noordelijke magnaten te verzekeren.
Volgens de middeleeuwse kroniekschrijver Geoffrey Gaimar vertrouwde Harold na de Slag bij Stamford Bridge de buit van zijn gewonnen slag tegen Harold Hardrada aan Ealdred toe. Gaimar beweert dat koning Harold dit deed omdat hij van hertog Williams landing in Engeland had gehoord, en hij zich naar het zuiden moest haasten om deze tegemoet te treden. Na de slag bij Hastings sloot Ealdred zich aan bij de groep aan die probeerde om Edgar Ætheling, de zoon van Eduard de Banneling tot koning van Engeland te verheffen, maar uiteindelijk onderwierp hij zich in Berkhamsted aan Willem de Veroveraar. Jan van Worcester zegt dat de groep die Edgar ondersteunde aarzelde over wat men moest doen, dit terwijl Willem de Veroveraar het platteland verwoestte. Blijkbaar slaagde men er niet in om een levensvatbaar antwoord te formuleren, wat voor Ealdred en Edgar geen andere mogelijkheid overliet dan om zich aan Willem de Veroveraar te onderwerpen.
Ealdred kroonde Willem de Veroveraar op Kerstdag 1066 tot koning van Engeland. Een innovatie in Willems kroningsplechtigheid was dat voor de eigenlijke kroning, Ealdred de verzamelde menigte in het Engels vroeg of het hun wens was dat William tot koning zou worden gekroond. De bisschop van Coutances deed vervolgens hetzelfde, maar nu in het Normandisch Frans. In maart 1067 nam Willem de Veroveraar Ealdred met zich mee toen Willem naar Normandië terugkeerde. Ealdred verkeerde in goed gezelschap; ook de andere Engelse leiders, graaf Edwin van Mercia, graaf Morcar van Northumbrië, Edgar Ætheling en aartsbisschop Stigand reisden in Willems gevolg mee naar Normandië. Met Pinksteren 1068 voerde Ealdred de kroning van Mathilde van Vlaanderen, de vrouw van Willem de Veroveraar, tot koningin van Engeland uit. De Laudes Regiae, een lofzang voor een heerser, dat bij gelegenheid van Mathildes kroning werd uitgevoerd, is mogelijk door Ealdred zelf speciaal voor deze gelegenheid gecomponeerd.
Toen in 1069 de noordelijke thegns tegen Willem de Veroveraar in opstand kwamen en probeerden om Edgar Ætheling als koning te installeren, bleef Ealdred Willem ondersteunen. Hij was echter de enige noordelijke leider die Willem de Veroveraar ondersteunde. In 1069 was Ealdred terug in York. Hij stierf daar op 11 september 1069. Hij werd begraven in zijn bisschoppelijke kathedraal. Hij kan in 1068 en 1069 een actieve rol hebben gespeeld in pogingen om de opstanden in het noorden te kalmeren. De middeleeuwse kroniekschrijver Willem van Malmesbury registreert een verhaal dat toen de nieuwe sheriff van Worcester, Urse d'Abetot, inbreuk maakte op het kerkhof van het kathedraalkapittel van de kathedraal van Worcester, Ealdred een rijmende vloek tegen hem zou hebben uitgesproken, zeggende: "Thou are called Urse. May you have God's curse." (Jij wordt Urse genoemd, maar moge God jij vervloeken."

## Nalatenschap
Na de dood van Ealdred viel er een matigende invloed op Willem de Veroveraars behandeling van de Engelsen weg. Ealdred was een van de weinige autochtone Engelsen, die door Willem de Veroveraar lijkt te zijn vertrouwd. Zijn dood leidde tot minder pogingen om Engelsen in de administratie te integreren, hoewel dergelijke inspanningen ook niet helemaal stopten. In 1070 werd in Westminster een kerkenraad werd gehouden, waarbij een aantal bisschoppen waren afgezet. In 1073 waren er nog slechts twee Engelse bisschoppen. Op het moment van de dood van Willem in 1089, was  Wulfstan II van Worcester nog de enige.
Ealdred deed er veel aan om de discipline in de kloosters en kerken onder zijn gezag te herstellen. Hij was gul met giften aan de kerken in zijn bisdom. Hij bouwde de monastieke kerk van Sint Pieter in Gloucester (thans de kathedraal van Gloucester, maar van deze bouwactiviteiten is niets bewaard gebleven), toen een deel van zijn bisdom Worcester. Hij herstelde ook een groot deel van Beverley Minster in het bisdom York. Hij voegde een presbyterium en een "ongewoon schitterende plafondschildering die het gehele bovenste deel van de kerk van het koor tot de toren bedekte .. en die op een prachtige manier op verschillende wijzen werd afgewisseld met goud.". Hij voegde een preekstoel "in Duitse stijl" in brons, goud en zilver toe, met daarboven een boog met daarop een rood kruis in dezelfde materialen; dit waren voorbeelden van overdadige versieringen die aan de belangrijke kerken in de jaren vóór de verovering werden toegevoegd.
Ealdred moedigde Folcard, een monnik die aan de kathedraal van Canterbury was verbonden, aan om een Vita (Leven) van de heilige  John van Beverley te schrijven. Dit was onderdeel van Ealdreds bevordering van de cultus van Sint John, die pas onlangs in 1037 heilig was verklaard. Samen met de Pontificale heeft Ealdred uit Keulen mogelijk het eerste manuscript van de Cambridge Songs (Carmina Cantabrigiensia) naar Engeland meegebracht, een collectie van Latijnse Goliardse liederen die in de Middeleeuwen beroemd werden. De historicus Michael Lapidge suggereert dat de Laudes Regiae, die zijn opgenomen in Cotton Vitellius E xii, misschien door Ealdred of door een lid van zijn huishouden zou kunnen zijn gecomponeerd. Een andere historicus, H.J. Cowdrey, betoogde dat de laudes in Winchester werden gecomponeerd. Deze lofzangen zijn waarschijnlijk dezelfde die zijn uitgevoerd bij de kroning van Mathilde en wellicht ook bij andere hofceremonies vóór de dood van Ealdred.
Historici hebben Ealdred als een "ouderwetse prins-bisschop" gezien. Anderen zeggen dat hij het bisdom York uit haar "vroegere rustieke staat" verhief. Ealdred stond bekend om zijn vrijgevigheid en diplomatieke en administratieve vaardigheden. Na de verovering van Engeland voorzag hij in een zekere continuïteit tussen de pre- en post-veroveringswerelden. Een moderne historicus is van mening dat Ealdred de opdracht gaf voor de compilatie van de D-versie van de Angelsaksische kroniek. Hij geeft een datum in de jaren als moment van samenstelling. Zeker is dat Ealdred een van de leidende figuren in dit werk was, en het is waarschijnlijk dat deze versie door een van zijn klerken is gecompileerd.

## Voetnoten
1. ↑   Barlow, Edward the Confessor, blz. 208-9
2. 1 2  Hindley,  A Brief History of the Anglo-Saxons, blz. 335
3. 1 2 3 4 5 6  Lawson, "Ealdred (gestorven 1069)", Oxford Dictionary of National Biography
4. 1 2   King, "Ealdred", Anglo-Norman Studies XVIII, blz. 124.
5. ↑  Knowles, Monastic Order in England, blz. 72
6. 1 2 3 4  King, "Ealdred" Anglo-Norman Studies XVIII, blz. 125
7. 1 2   Fryde, et alia, Handbook of British Chronology, blz. 224
8. ↑  Barlow Edward the Confessor, blz. 86
9. 1 2  Huscroft, Ruling Engeland, blz. 49
10. ↑  Maund, Welsh Kings, blz. 89-90
11. ↑  Huscroft, Ruling Engeland', blz. 50
12. ↑  Smith et al., "Court and Piety" Catholic Historical Review, blz. 574
13. ↑  Rex, Harold, blz. 199-200
14. ↑  Barlow, English Church 1000–1066, blz. 60, voetnoot 4
15. ↑  Walker, Harold, blz. 117
16. ↑  Douglas, William the Conqueror, blz. 183
17. ↑  Lawson, Battle of Hastings blz. 42, voetnoot 93
18. ↑  Lawson Battle of Hastings, blz. 75
19. ↑  Huscroft, Ruling England, blz. 19
20. 1 2  Williams, English and the Norman Conquest, blz. 32
21. ↑  Rex, Harold II, blz. 130
22. ↑  Douglas, William the Conqueror, blz. 206
23. 1 2  Powell, House of Lords, blz. 1
24. ↑  Walker, Harold, blz. 185-187
25. ↑  Stafford, Queen Emma & Queen Edith, blz. 183
26. ↑  Kapelle, Norman Conquest of the North, blz. 109
27. ↑   geciteerd in Bates William the Conqueror, blz. 153. De exacte zin in Bates is "Urses weigering om het te verplaatsen verleidde de aartsbisschop tot een dichterlijke poëtische Oud-Engelse vloek, die begon met de woorden: "Thou are called Urse. May you have God's curse."
28. 1 2  Barlow, English Church, 1066-1154, blz. 57
29. ↑  Bates, William the Conqueror, blz. 156
30. ↑  Dodwell, Anglo-Saxon Art, blz. 93, die de Chronica Ecclesiae Eboracensis (kroniek van York) citeert. Geen van deze werken is bewaard gebleven.
31. ↑  Dodwell, Anglo-Saxon Art, blz. 65 en noot 151 op blz. 264-265
32. ↑  Palliser, "John van Beverley (St John of Beverley) (gestorven 721) "(tegen betaling) Oxford Dictionary of National Biography
33. ↑  Blair, The Church in Anglo-Saxon Society, blz. 314
34. ↑  Lapidge, "Ealdred", Blackwell Encyclopedie van Angelsaksisch Engeland, blz. 153
35. ↑  Lapidge, "Ealdred of York", Yorkshire Archaeological Journal, blz. 16-18
36. 1 2  Loyn English Church, blz. 62
37. ↑  Harper-Bill, "Anglo-Norman Church", Companion to the Anglo-Norman World, blz. 158
38. ↑  Loyn, English Church, blz. 67
39. ↑  Lawson, Battle of Hastings, blz. 62, voetnoot 34
40. ↑  Wormald, Making of English Law, blz. 130-131